# 우즈마사역
우즈마사역(일본어: 太秦駅, うずまさえき 우즈마사에키[*])은 일본 교토부 교토시 우쿄구에 위치한 서일본 여객철도의 역이다.

## 역 구조
교환 설비가 갖추어진 상대식 2면 2선의 상강장을 가진 지상역이다. 2번선은 상하행 기능을 동시에 갖춘 단선 관통형 배선을 가지고 있으며 승객의 편리성 향상을 위해 교토 행의 보통 전 열차와 우즈마사에서의 교행이 이루어지지 않는 소노베역 방면의 보통 열차는 부본선인 1번 승강장에 정차한다. 2010년 3월 13일 이후에는 완전한 방향별 구분 발착이 이루어질 예정이다.
역 업무는 서일본 여객철도 교통 서비스에 위탁되어 있으며, 이코카 및 제휴 교통카드의 사용이 가능하다.

### 승강장
| 1 | ■ 사가노 선 | 상행 | 교토 방면                           |
| 1 | ■ 사가노 선 | 하행 | 가메오카 · 소노베 · 후쿠치야마 방면 |
| 2 | ■ 사가노 선 | 하행 | 가메오카 · 소노베 · 후쿠치야마 방면 |

## 승차량 변동
| 연도      | 승차량 | 승차량 | 승차량 | 승차량 | 승차량 | 승차량 | 승차량 | 승차량 | 승차량 | 승차량 | 비고  |
| 연도      | 1998년 | 1999년 | 2000년 | 2001년 | 2002년 | 2003년 | 2004년 | 2005년 | 2006년 | 2007년 | 비고  |
| --------- | ------ | ------ | ------ | ------ | ------ | ------ | ------ | ------ | ------ | ------ | ----- |
| JR 서일본 | 4104   | 4123   | 4131   | 4216   | 4235   | 4391   | 4338   | 4347   | 4364   | 4321   | [ 1 ] |

## 역사
- 1989년 3월 11일: 하나조노 역 ~ 사가 역 간에 신설 개업하였다.
- 2003년 11월 1일: 이코카의 사용이 가능해졌다.

## 인접정차역
| 서일본 여객철도 산인 본선 | 서일본 여객철도 산인 본선 | 서일본 여객철도 산인 본선  |
| ------------------------- | ------------------------- | -------------------------- |
| 하나조노 교토 방면        | ■ 사가노 선 보통          | 사가아라시야마 소노베 방면 |